# Seznam bojnih ladij Vojne mornarice ZDA
Seznam bojnih ladij Vojne mornarice Združenih držav Amerike je urejen po nastanku ladij.
Trenutno Vojna mornarica Združenih držav Amerike nima v svojem arzenalu nobene aktivne bojne ladje.

## Bojne ladje
(n) označuje ladje, ki niso vstopile v uradno službo.
| Po številki trupa - USS Maine (drugorazredna bojna ladja) - USS Texas (drugorazredna bojna ladja) - (BB-1) Indiana - (BB-2) Massachusetts - (BB-3) Oregon - (BB-4) Iowa - (BB-5) Kearsarge - (BB-6) Kentucky - (BB-7) Illinois - (BB-8) Alabama - (BB-9) Wisconsin - (BB-10) Maine - (BB-11) Missouri - (BB-12) Ohio - (BB-13) Virginia - (BB-14) Nebraska - (BB-15) Georgia - (BB-16) New Jersey - (BB-17) Rhode Island - (BB-18) Connecticut - (BB-19) Louisiana - (BB-20) Vermont - (BB-21) Kansas - (BB-22) Minnesota - (BB-23) Mississippi (drugorazredna bojna ladja) - (BB-24) Idaho (drugorazredna bojna ladja) - (BB-25) New Hampshire - (BB-26) South Carolina - (BB-27) Michigan - (BB-28) Delaware - (BB-29) North Dakota - (BB-30) Florida - (BB-31/AG-16) Utah - (BB-32/AG-17) Wyoming - (BB-33) Arkansas - (BB-34) New York - (BB-35) Texas - (BB-36) Nevada - (BB-37) Oklahoma - (BB-38) Pennsylvania - (BB-39) Arizona - (BB-40) New Mexico - (BB-41/AG-128) Mississippi - (BB-42) Idaho - (BB-43) Tennessee - (BB-44) California - (BB-45) Colorado - (BB-46) Maryland - (BB-47) Washington - (BB-48) West Virginia - (BB-49) South Dakota (n) - (BB-50) Indiana (n) - (BB-51) Montana (n) - (BB-52) North Carolina (n) - (BB-53) Iowa (n) - (BB-54) Massachusetts (n) - (BB-55) North Carolina - (BB-56) Washington - (BB-57) South Dakota - (BB-58) Indiana - (BB-59) Massachusetts - (BB-60) Alabama - (BB-61) Iowa - (BB-62) New Jersey - (BB-63) Missouri - (BB-64) Wisconsin - (BB-65) Illinois (n) - (BB-66) Kentucky (n) - (BB-67) Montana (n) - (BB-68) Ohio (n) - (BB-69) Maine (n) - (BB-70) New Hampshire (n) - (BB-71) Louisiana (n) | Poimenski - Alabama (BB-8) - Alabama (BB-60) - Arizona (BB-39) - Arkansas (BB-33) - California (BB-44) - Colorado (BB-45) - Connecticut (BB-18) - Delaware (BB-28) - Florida (BB-30) - Georgia (BB-15) - Idaho (BB-24) - Idaho (BB-42) - Illinois (BB-7) - Illinois (BB-65)(n) - Indiana (BB-1) - Indiana (BB-50)(n) - Indiana (BB-58) - Iowa (BB-4) - Iowa (BB-53)(n) - Iowa (BB-61) - Kansas (BB-21) - Kearsarge (BB-5) - Kentucky (BB-6) - Kentucky (BB-66)(n) - Louisiana (BB-19) - Louisiana (BB-71)(n) - Maine (drugorazredna bojna ladja) - Maine (BB-10) - Maine (BB-69)(n) - Maryland (BB-46) - Massachusetts (BB-2) - Massachusetts (BB-54)(n) - Massachusetts (BB-59) - Michigan (BB-27) - Minnesota (BB-22) - Mississippi (BB-23) - Mississippi (BB-41/AG-128) - Missouri (BB-11) - Missouri (BB-63) - Montana (BB-51) - Montana (BB-67)(n) - Nebraska (BB-14) - Nevada (BB-36) - New Hampshire (BB-25) - New Hampshire (BB-70)(n) - New Jersey (BB-16) - New Jersey (BB-62) - New Mexico (BB-40) - New York (BB-34) - North Carolina (BB-52)(n) - North Carolina (BB-55) - North Dakota (BB-29) - Ohio (BB-12) - Ohio (BB-68)(n) - Oklahoma (BB-37) - Oregon (BB-3) - Pennsylvania (BB-38) - Rhode Island (BB-17) - South Carolina (BB-26) - South Dakota (BB-49)(n) - South Dakota (BB-57) - Tennessee (BB-43) - USS Texas (1895) (drugorazredna bojna ladja) - Texas (BB-35) - Utah (BB-31/AG-16) - Vermont (BB-20) - Virginia (BB-13) - Washington (BB-47) - Washington (BB-56) - West Virginia (BB-48) - Wisconsin (BB-9) - Wisconsin (BB-64) - Wyoming (BB-32/AG-17) |